# Netscape Navigator 9
Netscape Navigator 9 foi um navegador produzido pela Netscape Communications, divisão da AOL, anunciada pela primeira vez em 23 de janeiro de 2007. Após a AOL terceirizar o desenvolvimento do Netscape Browser 8 para a Mercurial Communications em 2004, o Netscape Navigator 9 foi o primeiro navegador que voltou a ser produzido na Netscape desde o Netscape 7.
Ele também trouxe o retorno do clássico nome Navigator, que foi usada anteriormente entre as versões do Netscape 1.0 a 4.08.
A primeira versão beta do programa foi lançado em 5 de junho de 2007, com o Beta 2 em 12 de julho, e Beta 3 em 16 de agosto. Depois de um release candidate, a versão final foi emitido em 15 de outubro de 2007.
Em 28 de dezembro de 2007, os desenvolvedores da Netscape anunciou que a AOL iria descontinuar o browser 1 de fevereiro de 2008. Em 28 de janeiro de 2008, a Netscape revisa esta data para 1 de março de 2008, e ofereceu suporte para a migração para o Flock e Mozilla Firefox.

## Funções

### Novas funções
As versões beta do Netscape Navigator 9 inclui suporte aprimorado à newsfeed e uma integração mais intensa com o portal Netscape.com, incluindo métodos sofisticados de apresentação, discussão e votação de páginas web.
No entanto, como a chegada do Netscape Navigator 9 beta 3, a integração Netscape.com agora é opcional, e de certos aspectos de integração pode ser ativado manualmente ou com deficiência, com integração a ser totalmente removido em Navigator 9.0rc1 como o portal relançado como Propeller.
A interface do usuário do programa também foi atualizado, e o tema também foi posteriormente liberado para uso no Mozilla Firefox.
Como a versão 8.x do Netscape, o Navigator 9 é baseado no Mozilla Firefox, que na época a versão atual é a 2.0, e tem o suporte total de todos os complementos e plugins do Firefox, alguns dos quais a Netscape fornece.
O navegador também inclui a auto-correção de URLs, que corrige erros ortográficos comuns de URL, e uma interface FTP melhorada e um menu de notícias dedicado à integração ao portal de notícias Netscape.com. O "link pad" foi incluído para os usuários salvarem os links para serem utilizados depois. O Navigator 9 trouxe de volta a multiplataforma, para Windows, Linux e Mac OS X. Uma tela de splash foi adicionado na versão final.

### Outras funções
Ao contrário do Netscape 8, o navegador não usa o Internet Explorer 6 como uma opção de motor alternativo, ao lado de vários outros recursos adicionais. Netscape Navigator não inclui um cliente de e-mail e newsgroup ou um cliente de mensagens instantâneas igual ao Netscape 6 e 7. No entanto, a Netscape, tinha planos de produzir um cliente de e-mail para complementar o Navegador, e foi confirmado como Netscape Messenger 9, como o exemplo do Mozilla Thunderbird, que acompanha o Mozilla Firefox.
Um novo versículo do ovo de Páscoa The Book of Mozilla foi escrito para o Netscape 9 - "E assim o Criador olhou para a besta que renasce e viu que era bom". Isto poderia ser em referência nem ao re-desenvolvimento do Netscape em casa mais uma vez, ou à Fundação Mozilla e seus colaboradores.

## Requerimentos de sistema

### Windows
- Processador de 233 MHz (500 MHz recomendados)
- 64 MB de RAM (256 MB recomendados)
- 50 MB espaço livre em disco (100 MB recomendados)
- Microsoft Windows 98 (Windows XP recomendado)

### Macintosh
- Processador PowerPC G3 (PowerPC G4 ou Intel. recomendados)
- 128 MB de RAM (512 MB recomendados)
- 75 MB de espaço livre em disco (150 MB recomendados)
- Mac OS X 10.2.x

### Linux
- Processador de 233 MHz (500 MHz recomendados)
- 64 MB de RAM (256 MB recomendados)
- 50 MB de espaço livre em disco (100 MB recomendados)
- Linux kernel 2.2.14 (com as bibliotecas glibc 2.3.2, XFree86-3.3.6, gtk+2.0, fontconfig/xft e libstdc++5)[7]